# Memorial Drive (Saint-Louis)

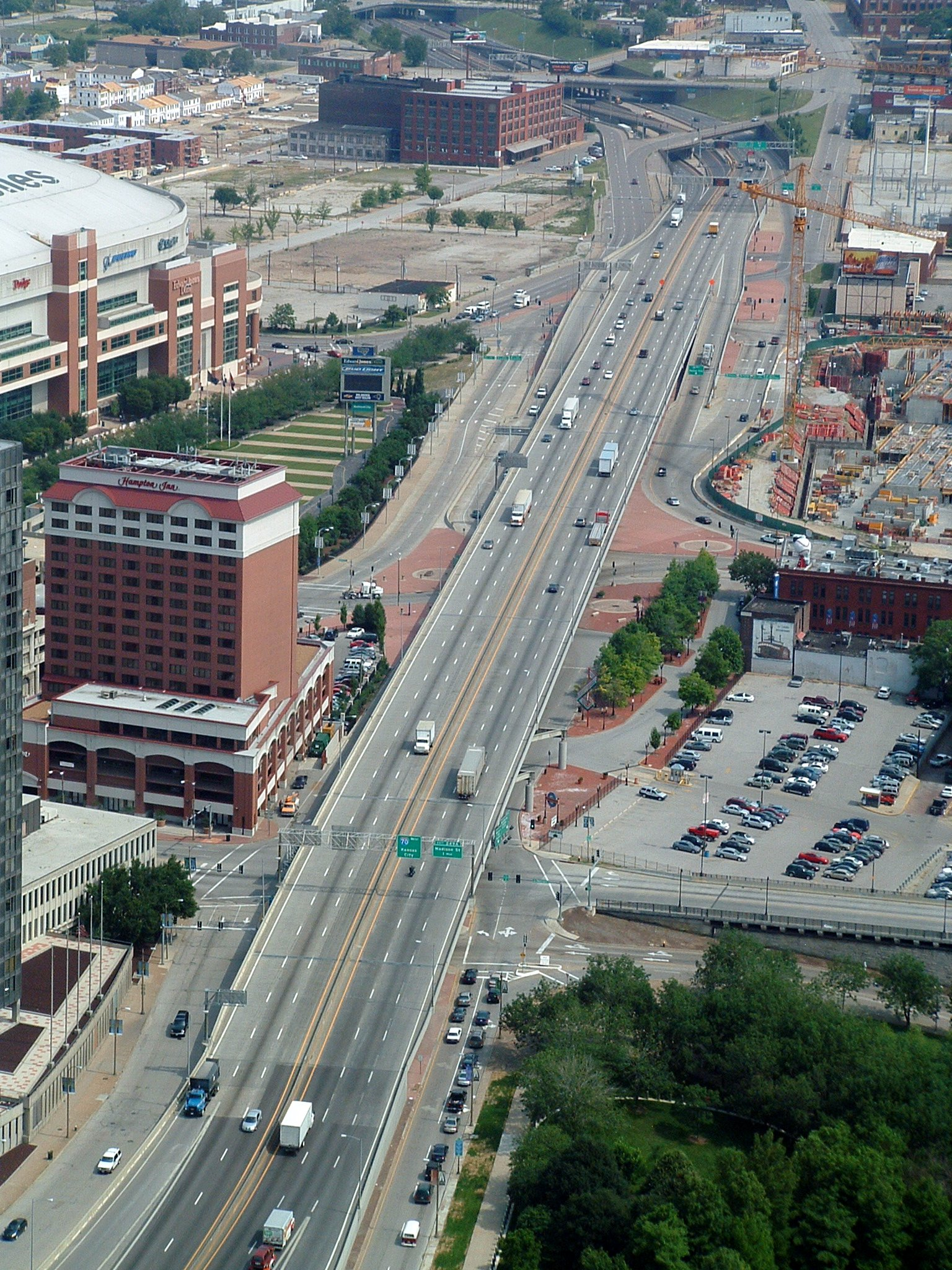
Memorial Drive.

Memorial Drive est une voie qui traverse dans un axe nord-sud dans le centre-ville de Saint-Louis dans le Missouri, aux États-Unis. Il longe d'un côté le quartier d'affaires de la ville et de l'autre le Jefferson National Expansion Memorial et la Gateway Arch, parallèlement au fleuve Mississippi.